# 磅同市
磅同（意为“大港口”），另译磅通，是柬埔寨磅同省的省会城市，坐落于森河沿岸。该市是金边至暹粒6号国道的中间站。2016年12月，在磅同市和磅特墨县（Kampong Thmor）举行了“中柬优秀电影巡映”活动。